# ハートカクテル
『ハートカクテル』（Heart Cocktail）は、わたせせいぞうによる日本の漫画作品。わたせの代表作のひとつで、アーバンな恋愛模様がオールカラーで描かれている作品。『モーニング』（講談社）にて、1983年16号から1990年2・3合併号まで連載された。モーニング・オールカラー・コミックブックとして全11巻、単行本は講談社漫画文庫から全6巻が発売されている。

## 沿革
1983年から1989年にかけて漫画雑誌『モーニング』で連載された。当作は1986年にテレビアニメ化され、1987年にはテレビドラマ化されている。
1999年に本作の開始から15年を記念して、特別版アニメ全78話の中から、わたせが自ら選んだ15話のエピソードを収録した『ハ－トカクテル15th Anniversary Collection』を講談社より発売。
2009年に傑作選『ハートカクテル bitter』と『ハートカクテル sweet』の2種類を刊行し、2013年6月には本作の電子書籍の配信を開始した。
2014年6月にはバラッドのように甘く切ない恋物語をテーマにした傑作選である『ハートカクテル ballad』が発売。わたせが自らエピソードを選び、巻末にエッセイを描きおろしている。
2018年には本作の連載開始35周年を迎え、1989年より毎年描きおろしてきたオリジナルカレンダーの30周年記念も合わせて、宮城県の石ノ森萬画館にて「わたせせいぞうの世界展 ハートカクテルin石巻」を開催。2018年のタッチでリニューアルして描かれた『ハートカクテルR』や、作品展のために描きおろされた『ハートカクテル4枚連画』などが展示された。
2020年1月には複製原画集『わたせせいぞう画業45周年ハートカクテル35th Anniversary A collection of works』が、わたせの画業45周年と、本作の単行本発売35周年を記念して、講談社より完全受注生産で刊行。
2020年4月22日には本作の単行本未収録作品を集めた『ハートカクテル ルネサンス』が小学館クリエイティブより刊行。2018年に発表された表題作のほか、2004年に発表された「ドルフィンピープル」、2008年から2009年にかけて発表の「Sometimes Happy」、2009年と2010年に発表の「TWINKLE STORY」、2011年の「TOMORROWの色」、2012年発表の「46000日の恋」、2015年に発表の「ハートカクテル in 石巻」、2016年の「ハートカクテル 〜2016 Summer〜」、2018年発表作「ポーチュガル」が収録。
2021年7月より、わたせ自身が選んだ自選集「四季編」が小学館クリエイティブより刊行開始。同年、本作に登場する楽曲の公式プレイリストがSpotifyにて作成されている。
2022年5月より、自選集「四季編」から続く自選集の新シリーズ「ミュージック＆クルーズ」を刊行開始。このシリーズでは、わたせの作品の主要なモチーフ「音楽と車」を中心に選出し、収録されている。
2023年6月、わたせが2024年に画業50周年を迎えることを記念した企画の第1弾として、「COLORFUL わたせせいぞうミュージック・コレクション」が刊行される。京都府の大丸京都店では「ハートカクテル40周年記念 わたせせいぞう展」と題した展示会も開催した。
2024年には、前年に放送されたアニメ『ハートカクテル カラフル』の単行本化希望のリクエストが数多く寄せられたことから、映像化の際にカットされた場面やセリフを含む完全版として書籍化された。

## 書誌情報
- わたせせいぞう『ハートカクテル』講談社〈モーニング・オールカラー・コミックブック〉、全11巻

1. 1984年11月14日発売、ISBN 4-06-105401-5
2. 1985年7月26日発売、ISBN 4-06-105403-1
3. 1986年7月18日発売、ISBN 4-06-105404-X
4. 1986年12月11日発売、ISBN 4-06-105405-8
5. 1987年5月28日発売、ISBN 4-06-105406-6
6. 1987年11月30日発売、ISBN 4-06-105407-4
7. 1988年7月1日発売、ISBN 4-06-105408-2
8. 1988年12月9日発売、ISBN 4-06-105409-0
9. 1989年9月18日発売、ISBN 4-06-105412-0
10. 1989年12月5日発売、ISBN 4-06-105414-7
11. 1990年3月22日発売、ISBN 4-06-105415-5

- わたせせいぞう『ハートカクテル』講談社〈講談社漫画文庫〉、全6巻

1. 1995年11月2日発売、ISBN 4-06-260150-8
2. 1995年11月2日発売、ISBN 4-06-260151-6
3. 1995年12月5日発売、ISBN 4-06-260169-9
4. 1995年12月5日発売、ISBN 4-06-260170-2
5. 1996年1月11日発売、ISBN 4-06-260182-6
6. 1996年1月11日発売、ISBN 4-06-260183-4

- わたせせいぞう『ハートカクテル』講談社、全3巻

1. 「sweet」2009年2月5日発売、ISBN 978-4-06-364757-0
2. 「bitter」2009年2月5日発売、ISBN 978-4-06-364758-7
3. 「ballad」2014年6月20日発売、ISBN 978-4-06-364958-1

- わたせせいぞう『ハートカクテル ルネサンス』小学館クリエイティブ〈単行本〉、2020年4月22日発売[33]、ISBN 978-4-77803-830-4

- わたせせいぞう『わたせせいぞう自選集 ハートカクテル』小学館クリエイティブ〈単行本〉、全4巻

1. 「サマーストーリーズ」2021年7月7日発売、ISBN 978-4-77803-841-0
2. 「オータムストーリーズ」2021年10月7日発売、ISBN 978-4-77803-842-7
3. 「ウインターストーリーズ」2021年12月7日発売、ISBN 978-4-77803-843-4
4. 「スプリングストーリーズ」2022年2月7日発売、ISBN 978-4-77803-844-1

- わたせせいぞう『わたせせいぞう自選集 ミュージック＆クルーズ』小学館クリエイティブ〈単行本〉、全2巻

1. 「サンライズ」2022年5月26日発売、ISBN 978-4-77803-868-7
2. 「サンセット」2022年8月4日発売、ISBN 978-4-77803-869-4

- わたせせいぞう『ハートカクテル カラフル』小学館クリエイティブ〈単行本〉、2024年5月17日発売[14]、ISBN 978-4-77803-891-5

## テレビアニメ (日本テレビ)
1986年10月3日から1988年3月25日にかけて、全78話が放送された。日本テレビ系列では、1969年に放送した『六法やぶれクン』（名古屋テレビ制作）以来、17年ぶりに復活した深夜アニメで、日本テレビ制作は初である。日本たばこ（JT）の一社提供（一部地域を除く）で、テレビ放映時のタイトルは「たばこ1本のストーリー ハートカクテル」（ビデオやDVDでは「ハートカクテル」）。番組開始直前に「たばこ1本のストーリー、日本たばこがお送りします。」のアナウンスがあった。

### 声の出演
- 彼：奥田民義(Vol.1～Vol.2：テレビ放送版,Vol.3～Vol.6)、塩沢兼人(Vol.1～Vol.2：ビデオソフト版)
- 彼女：島津冴子(Vol.1～Vol.2：テレビ放送版)、黒川明子(Vol.1～Vol.2：ビデオソフト版)、島本須美(Vol.3)、麻上洋子(Vol.4～Vol.6)
- その他の出演：柴田秀勝、佐藤正治、谷育子、及川ひとみ、広森眞吾、滝沢久美子、田中秀幸、島俊介、藤田淑子、坪井章子、峰あつこ、曽我部和恭、佐々木望、藤井佳代子、緒方賢一、藤本譲、はせさん治、岸野一彦、花形恵子、井上和彦、城山千馨夫、村松康雄、斉藤昌、浪川大輔、三ツ矢雄二、村山明、久保田雅人、柴本広之、湯本比奈子、塩屋浩三、荘真由美、池田秀一、此島愛子、加藤正之、沢木郁也、橋本晃一、鷹森淑乃、大塚芳忠、銀河万丈、小山茉美、岡和男、菊池英博
- 協力：青二プロダクション、俳協

### スタッフ（日本テレビ）
- 原作 - わたせせいぞう
- 絵コンテ・演出 - 森田浩光、わだしんぺい、小林治、林昭男
- 音楽 - 松岡直也(Vol.1～Vol.2)、TONY'S SHOW[注 4](Vol.3)、島健(Vol.4)、三枝成章(Vol.5～Vol.6)
- 企画制作 - 日本テレビ(テレビ放送)、講談社(ビデオソフト)
- 企画協力 - 日本テレビ(ビデオソフト)
- 製作協力 - メルヘン社、ワーナー・パイオニア
- 制作著作 - 講談社

### サブタイトル

#### Vol.1
1. ジェシィの店
2. 父のエンブレム
3. バラホテル
4. ふたりきりのビアガーデン
5. 彼女の名前
6. ふたりの会社 1970-1975
7. コスモス アベニュー
8. 彼のパパは東へ行けといった
9. オールドハワイ・コナ
10. ネコ
11. 7頭のトナカイ
12. 1/3の確率
13. ノックをしなかったサンタクロース

#### Vol.2
1. 2500年-タケルの愛
2. 彼女のこと-くせ
3. 北へ251キロ
4. 兄のジッポ
5. さよならホワイトレディ
6. バレンタインデーにグッドニュースを
7. 夢の中でウェディングマーチ
8. 志乃さんの珈琲店
9. 暖かさも一代きりなんて
10. 今をフリージング
11. ボクのネクタイ
12. プール・イン・ザ・レイン（ビデオソフトおよび特番のみ）
13. ボーイフレンド
14. 虹色の風

#### Vol.3
1. 一足お先にIslander
2. グリーンの軌跡
3. 思い出ワンクッション
4. シンデレラエクスプレス「ガラスの靴になった涙」
5. シンデレラエクスプレス「日曜日20：30発ひかり313号」
6. シンデレラエクスプレス「いたずら好きのMr.ムーンライト」
7. シンデレラエクスプレス「セピア色のカモメ」
8. もうフォークは投げない
9. 木馬が歌った日
10. 町を出てゆく男
11. オフホワイトのレースのスカーフ
12. 499ピースのジグソーパズル
13. 風待ち

#### Vol.4
1. '84 －夏－
2. ボクのLP盤的人生
3. カモメが連れてきたカノジョ①
4. 秋に向かって
5. クールランチタイム
6. 敗戦処理投手
7. カモメが連れてきたカノジョ②
8. 秋のきらいな夏男
9. バイク・サクランボ&イパネマの娘
10. カモメが連れてきたカノジョ③
11. いつか母を日曜島へ
12. 夜行列車

#### Vol.5
1. セピア色のスマイル
2. 海の見える借家とクロワッサン
3. サリーの指定席
4. ボクたちのテーブル
5. 昼下がりのタイムスリップ
6. 夢のおかえし
7. くれない色のキイ
8. 18ワットのプレゼント
9. 三振ホームラン
10. 3年前の切符
11. カシミア80％のコート
12. コットンキャンディーの好きなサンタ
13. 分厚い本を読むカンキョウ

#### Vol.6
1. 春宵一刻花粉症
2. カノジョのほほえみはミスティー
3. ラッキー・キーワードはB-8
4. 魔法のような犬
5. 留守番電話でおやすみを
6. ブルースカイ地上支部
7. 元・ボクの叔母さん
8. 手塚麗子さん
9. SINGING AFTER THE RAIN
10. ごく限られた地方に降った雪
11. 兄弟
12. 宙に舞い上がったリンゴのようなラブレター
13. 春は電車に乗ってやって来る

### サウンド トラック アルバム
サウンドトラックはすべてワーナー・パイオニア株式会社(現:株式会社ワーナーミュージック・ジャパン)より発売。
ビデオグラムおよび作曲担当者毎に6作品のサウンドトラックが発売されているほか、これらのサウンドトラックからいくつかの曲を選出した、オムニバス形式のアルバムも発売されている。
長らく廃盤となっていたが、現在Vol.1とVol.2は松岡直也の音楽活動40周年を記念して2017年5月24日に再販されている。
その他のサウンドトラック、アルバムについては原作者の画業50周年を記念して、2024年4月3日より各種音楽配信サービスにて配信されている。
ハートカクテル Vol.1  (1986/11/28リリース)  
ハートカクテル Vol.2  (1987/2/25リリース)
ハートカクテル Vol.3 (1987/5/25リリース)
ハートカクテル Vol.4 (1987/8/25リリース)
ハートカクテル Vol.5 (1987/12/10リリース)
ハートカクテル Vol.6 (1988/2/25リリース)
ハートカクテル “The Best Selection" 真夏の小夜曲 (サマー・セレナーデ) (1988/5/18リリース)
ハートカクテル Morning Selection (1992/11/28リリース)
ハートカクテル Nighttime Selection (1992/11/28リリース)
ハートカクテル オリジナル・サウンドトラックス (2024/2/14リリース)
原作者画業50周年を記念したアルバム。原作者により選曲された35曲の他、Web上にて公開されているワンダーカクテル Animated Filmで島健が手掛けた楽曲、後述するNHKにて放送されたハートカクテル カラフルで使用された曲が収録されている。
ハートカクテル オリジナル・サウンドトラックス エッセンシャル・ミュージック (2025/2/12リリース)
前述した画業50周年記念オリジナル・サウンドトラックスの第二弾。前作で収録されなかった35曲に加え、ビデオグラムおよび特番でのみ流された「プール・イン・ザ・レイン」のサウンドトラックを初収録。この他、ハートカクテル カラフルのサウンドトラック、濱田金吾の6thアルバム「ハートカクテル」より3曲選出されている。

### 放送局
- 日本テレビ（制作局）[44]
- 青森放送 - 遅れネット[45]
- 秋田放送[46]
- 静岡第一テレビ - 同時ネット

### ビデオソフト
Vol.1:1987年2月10日発売。 VHS:09PV-64 LD:07PL-24
Vol.2:1987年6月10日発売。 VHS:09PV-69 LD:07PL-29
Vol.3:1987年9月25日発売。 VHS:10PV-72 LD:08PL-31
Vol.4:1987年12月21日発売。 VHS:10PV-74 LD:08PL-36
Vol.5:1988年4月25日発売。 VHS:10PV-81 LD:08PL-43
Vol.6:1988年7月10日発売。 VHS:10PV-86 LD:08PL-48
以上の6作は、VHSについて講談社ビデオより、LDについてワーナー・パイオニアより発売。
夏物語 ベスト・セレクション:1992年7月10日発売。 VHS:WPVL-8112 LD:WPLL-8112
冬物語 ベスト・セレクション:1992年11月10日発売。 VHS:WPVL-8144 LD:WPLL-8144
以上の2作は、いずれもワーナーミュージック・ジャパンより発売。
15th アニバーサリー・コレクション:1999年1月27日発売。 VHS:306645-2
講談社より発売。
20th Anniversary:2002年8月21日発売。 DVD:MIG-5001
ソニー・ミュージックより発売。松岡直也が楽曲を担当したVol.1とVol.2を収録。

## テレビアニメ (NHK)
『ハートカクテル カラフル』のタイトルで、「春編」が2023年3月にNHK総合にて放送された。1話あたり5分のショートアニメとなっており、全5話で構成。当初は同年2月に放送予定であったが、日程が変更されることとなった。一旦3月21日に第1 - 3話、3月28日に第4・5話を放送する日程が組まれたが、岸田文雄首相のウクライナ訪問ニュースのため、更に日程が変更されて第1 - 3話は3月28日午後10時45分 - 午後11時、第4・5話は3月29日午前0時35分 - 午前0時45分に放送された。
2023年7月31日から8月4日まで5夜連続で「夏編」が放送された。放送時間は、7月31日は予定どおり午後11時45分 - 50分であったが、8月1日 - 4日は台風6号に関連するニュースの影響で5分遅れて午後11時50分 - 55分となった。それに先立って、「春編」が7月27日午後11時45分 - 28日午前0時10分に一括再放送された。
2023年12月11日から12月15日まで5夜連続で「冬編」が放送された。放送時間は午後11時45分 - 50分であった。

### 声の出演
- 亀梨和也[48]
- 満島ひかり[48]
- 奥田民義[48]

### スタッフ（NHK）
- 原作・脚本・作画 - わたせせいぞう
- 音楽 - 島健

### 各話リスト
春編
| 話数 | サブタイトル         | 初回放送日     |
| --- | -------------------- | -------------- |
| 第1話 | ストーン・レター     | 2023年 3月28日 |
| 恋愛で有頂天になっているころに、突然転勤になった新聞記者の慎二。看護師のエミとの月に一度のデートを楽しみにしていたが、新型コロナ感染流行で会うことが叶わなくなる。恋愛経験豊富な伯父から「遠距離だと恋愛初期は燃え上がり、後期は結局別れる。まあ恋愛初期でもダメになるケースもある。遠くの花より近くの花か。」と言われる。そんなある日、彼女から98通目の分厚い手紙が届き、中に小石が入っていた。慎二は、彼女が「古代の人は石に自分の思いを託して伝えた」と言っていたことを思い出す。「小石…、こいし…、こいしい…。」慎二は石拾いにはまってしまい、91日分の小石を並べた。コロナが落ち着き、慎二はようやくエミと会うことが出来た。川べりでデートしながら、慎二は小石を川に投げてつぶやく「遠距離恋愛3年目、水切り8回新記録…」 |                      |                |
| 第2話 | この星の上           | 3月28日        |
| 介護士として働くシングルマザー歴3年の楓は娘・鈴と二人暮らし。医者の前夫との離婚を機に知り合いの施設で働きはじめた。仕事と子育ての両立はハードだが、つらい時は鈴の笑顔が救いであった。もう１つの救いが、高校時代に天文部でともに過ごした裕介からの電話であった。ある日、楓が車椅子の高齢入所者を公園へ散歩に連れて行ったところ、公園沿いのカフェで休憩していた裕介は彼女を見かける。その夜、裕介は彼女に電話をかけ、高校時代の恩師が50才を過ぎて結婚したことを楓に伝える。楓は、高校生時代に2人で星の観測をしていた時に祐介が語った言葉「あの星の下のボクたち、この星の上のボクたち」を伝え「覚えてる？」と問うが、裕介は「いや」と答える。裕介は、夜空に輝く3つの星：しし座デネボラ、うしかい座アルクトゥルス、おとめ座スピカから成る「春の大三角形」を見ながら、本当はその言葉を覚えていて、その後に「ずっと一緒に居させて下さい」と続けたかったことを思い出す。 |                      |                |
| 第3話 | タンデム・ヴィーナス | 3月28日        |
| ボク”湯川祥伍”は、ひそかに気に入っている会社のかわいい後輩・野田菜月がバイクの後部席に乗っている姿を偶然目撃する。バイクを運転していたのは、同じくボクが憧れている会社の上司・時任紗矢課長だった。タンデム（二人乗り）で走り去る二人を見てボクは2つのハートブレイクをした気分になった。翌週、時任の助けで会社の稟議書が通ったボクは、時任への思いをつのらせる。彼女の行きつけの喫茶店で2人でコーヒーを飲んでいると、時任からボクが「花の企画課」へ移動すること、そして彼女は西日本・本社へ異動することを告げられる。別れ際にサウスボーの彼女は、左手でやさしくボクの手を包んだ。翌年春、ボクは野田菜月から「好きな人が遠くへ行ってしまい、行くべきかどうか迷っている」と相談される。ボクは「君は十分耐えたから行くべきだ」と励まし、野田はその言葉に従う。ボクは自分の横恋慕が終わったことを自覚し、自分もバイクの免許を取ることを決心する。 |                      |                |
| 第4話 | ジェントル・レイン   | 3月29日        |
| やさしく雨が降る、春の夜。満開の桜並木沿いにある「ジェシィズバー」には、奥にアップライトのピアノが1台、そして常連客が1人いるだけであった。そこに若い女性カレンと年配男性のカップルが初めて訪れた。カレンは、母が父タケシと別れる前にこのお店によく来ていたこと、自分が中学生の時に母が再婚して、それ以来父とは会っていないことを店主ジェシィに伝える。ジェシィは「タケシさんからあなたのことをよく聞いていました。」と答える。カレンは自分たちの結婚式の招待状を差し出し「父に渡して頂けませんか？」と頼む。フィアンセである年配男性は、自分たちがNPOの医師であり、式後すぐにアフリカに長期派遣されることを伝える。ジェシィは快諾し、2人は店を後にする。するとジェシィは、奥で新聞を広げて顔を隠していた常連客に招待状を渡して語り掛けた。「これで良かったのかな？いい娘さんになったな。(フィアンセの)雰囲気はお前さんに似ているよ。」タケシは答える。「遠くから見守り続けて15年。さらに遠くになるのか。」その夜、ジェシィは久しぶりにピアノを弾いた。曲は”ジェントル・レイン”。 |                      |                |
| 第5話 | 見返り美人           | 3月29日        |
| コロナ禍も落ち着いた春。グループ会社の研修会で、久しぶりに同僚の大倉静華と対面した「ボク」。研修所の中庭から見える美しい富士山をバックに、振り返ったロングヘアの静華にボクは一瞬で恋に落ちてしまい、デートを重ねる。しかしある時、静華は「私の心にはある人がいるの。その人とうまく行ってないのも事実よ。来年の研修会のときにもう一度お話しさせて…」と伝える。別れに際して、ボクは妹から提案された真珠のピアスを静華に贈る。しばらくして、バーで黒ビールを飲む同期の男性から「彼女のお相手はどうやら女性らしいよ。それに、彼女は他の会社からヘッドハントされたそうだ。」と伝えられる。翌年春の研修会に参加したボクは、中庭で富士山を見ている後姿のショートヘアの女性に気付く。その人の右耳には真珠のピアスが光っていた。ボクはつぶやく「富士山、ありがとう。ボクの見返り美人が1年ぶりに帰って来た…」 |                      |                |

夏編
| 話数 | サブタイトル                 | 初回放送日     |
| --- | ---------------------------- | -------------- |
| 第6話 | パーフェクト・ガールフレンド | 2023年 7月31日 |
| 真夏のプールサイドで入道雲を見上げる水着のカップル。ロングヘアの美女は仁科秀二郎、青年は葉山慶一。幼なじみで共に29才。「慶ちゃん、何見てるの？」「ティラノザウルスみたいな入道雲さ」「私は、二羽の仲良く飛んでるアジサシ。相変わらず同じもの見てないわね。」子どものころからスカートや化粧が好きな秀二郎は、隣で寝転ぶ慶一が唯一の理解者で初恋の相手だった。だが慶一は会社の後輩女性と結婚。式の当日、美容師の秀二郎は慶一のヘアメイクを担当。「次は秀ちゃんの番だね。ブーケトス高くあげさせるから、絶対取れよ」秀二郎は内心思う。「私がブーケを取ったら、それはあなたをあきらめるってことなのよ。捕らない絶対！」しかしブーケを受け取ったのは秀二郎であった。ブーケがドライフラワーになる頃、秀二郎はヘアメイク研修のためパリへ旅立つ。秀二郎は空港に見送りに来た慶一に「私2年は帰らないから」と宣言する。「慶ちゃん、何見てる？私は昼のハーフムーンよ」「僕はね、（窓）ガラスに移った最高の女友達、パーフェクト・ガールフレンドさ」また違うもの見てる、と秀二郎は笑う。                                                                                                 |                              |                |
| 第7話 | 乙十葉と達也                 | 8月1日         |
| 熱帯夜の京都。久しぶりに帰省した達也は、恩師と行った小料理屋で、幼馴染で今は芸妓の浜西志歩に声をかけられる。恩師は「あの娘は祇園で有名な芸妓・乙十葉（おとは）さんやで。幼なじみやなんて、君の小説のプロローグにええやんか」と冷やかす。数日後2人は貴船で旧交を温める。小さい頃2人は将来の夢を「亡くなった母と同じ芸妓さん」「本が好きだから小説家」と語り合っていた。志歩から「達ちゃん、小説書いてる？」と聞かれた達也は「ちゃんと書いてる」と答える。しかし実際は、大学時代に新人賞をとった後、2作目の重圧や奨学金の返済に追われ、今は小さな出版社でWeb記事を書いているだけだった。達也は志保にトルコ石の付いたかんざしを祝いに贈る。1週間後志歩から手紙が届く。手紙には祇園での人間関係や高齢の父親に悩み芸妓をやめようか悩んでいたが、達也と再会したことでまた頑張れると思えた、と綴られていた。手紙の最後はまっさらな原稿用紙だった。「お見通しだったか。俺、手書き派とはちゃうけどなー」志保はトルコ石のかんざしを挿してお座敷に上がる。達也はパソコンに向かう。「志歩ちゃんありがとう。遅ればせながら夢に向かってボクは執筆中です」                               |                              |                |
| 第8話 | チューブの向こうに           | 8月2日         |
| 純也はバイクに乗って、背の高い一本のヤシの木のそばに建つ海沿いの家を訪ねる。出てきたのは画家だった父のモデルをつとめていた女性。居間には父の描いた絵がたくさん飾られていた。純也は分骨した父の遺骨の入った袋を渡す。彼女はそれを父と彼女が写った写真の横に置く。純也が初めて彼女に会ったのは、5才のときに父が海に連れて行ってくれた時だった。彼女は、絵にも描かれた着物を羽織りながら言う「この着物、功（いさお）さんのお気に入りなの。功さんは亡くなる少し前に『俺が死んだらこの着物で俺を包んでくれ』と言っていたわ。その願いを叶えたいと思ったけど、あなたのお母さんに言えなくて。持って帰って書斎に置いて下さらない？」純也は一旦受け取りバイクで帰途についたが、途中で引き返す。「家には置き場所ないから、あなたの所に置いてあげて下さい」そうね、と言う彼女の目が赤く腫れていた。その年、純也はサーフィンを始める。10年後、チューブ（注）の向こうに更に高くなった一本のヤシの木が見えるが、彼女の家はもうない。（注）サーフィン用語で、波が巻いてトンネルができている状態。バレルとも言う。                                                                         |                              |                |
| 第9話 | 雨の裏                       | 8月3日         |
| 激しい夕立が通りすぎたジェシィズバー(注1)。だがピアノの上に飾られた写真には雨が降り続く。船上のピアニストだったジェシィは、25年前の雨の日、恋人を残してピアノと共に船を降りて以来心に雨が降り続いている。熱風と共にシックなサマードレスの女性が来店する。彼女は船上のシンガーでジェシィのかつての恋人マリィだった。25年前、2人は船上で夢を語り合い、船内のバーで飲むカクテルはマリィがマルガリータ、ジェシィはギムレット(注2)だった。船上では2番手のシンガーだったマリィはトップシンガーになるため船に残った。だが10年以上前、大事故にあってから記憶が24時間しかもたない後遺症が残ったという。ジェシィは訪ねてきたマリィにマルガリータをふるまう。マリィはジェシィと語らい「ここへ来るのにずい分長い旅をしちゃった」と涙ぐむ。だが今日のことも忘れてしまうのだろうか。数日後、ジェシィは店のピアノで「アズ・タイム・ゴーズ・バイ」(注3)を奏でる。ピアノの上の写真は若き日の二人のものに変わっていた。セピア色の雨の写真の裏に長く重ねてあったようだ。(注1)春編第4話にも登場。(注2)ジンとライムジュースを混ぜてシェイクしたカクテル。(注3)映画「カサブランカ」のテーマ曲。 |                              |                |
| 第10話 | 2機の紙ヒコーキ              | 8月4日         |
| 津山浩行は、2年前から別居中の妻・真帆に離婚届を渡すため、彼女の実家に向かって夏旅に出る。久しぶりに会う妻の髪はベリーショートで別人のようである。彼女は父親の介護をしながら陶芸家として生活している。真帆は浩行にコーヒーをふるまうが、そのカップはどちらも彼女の作品である。真帆は言う「ペアカップの新作よ。メオトシリーズっていうの。評判いいのよ」予備含め2枚の離婚届の入った封筒を渡し帰る浩行に真帆は手土産を渡す。駅に着いた浩行に真帆から電話がかかる。封筒に入っていたのは離婚届ではなく、会社に提出する自己申告書。真帆は読み上げる。「長所：冷静、慎重、楽天家。あなた、楽天家なの？」「希望赴任地ペルーって、支店あったっけ？」ペルーは真帆が新婚旅行で行きたがっていたところだ。「封筒が間違ってなかったら君は判をおした？」「その答えはね、帰りがけに渡した包み、開けてみて」それはメオトカップの（夫用の）片方。「離婚届もういらないか…」浩行は2枚の離婚届を紙ヒコーキに折って電車の窓から飛ばす。その先の夏空に虹がかかっていた。 |                              |                |

冬編
| 話数 | サブタイトル     | 初回放送日      |
| --- | ---------------- | --------------- |
| 第11話 | カエル君         | 2023年 12月11日 |
| 12月上旬、ボク、吉村拓途は会社の社会貢献で児童養護施設で折り紙教室を指導。ボクの心には同僚の島本恵衣（めい）がいた。ボクは施設の少年にカエルを折ってほしいとせがまれる。20年前、施設の子だったボクはカエルの折り紙を教わったことを思い出す。「カエルはピョンとジャンプする。勇気が必要なときカエルが後押ししてくれる。」数日後、ボクは会社の帰り道で恵衣に告白するが、「恋愛より仕事でいっぱい」と振られる。手の中にはつぶれたカエルの折り紙があった。ジェシィズバーにはサラ・ヴォーンの「テンダリー」が流れる。マスターがボクの折り紙に目を留める。「ちょっとジャンプしたいことがあってね。今回はダメでしたけど」ボクは願いを込めてカウンターでカエル君をジャンプさせた。 |                  |                 |
| 第12話 | ボタン           | 12月12日        |
| 上着の絶対取れないボタンが取れた。ボク、三隅創太はカンナさんのことを思い出す。10年前、ボクはシェアハウスに自称詩人のイノさん、5歳年上のカンナさんと住んでいた。子供のころ両親を亡くしおばあちゃんに育てられたカンナさん。ボタンはカンナさんが「おばあちゃん直伝絶対取れないボタン」と付けたものだ。カンナさんに何かあったのでは、と思ったボクは数年ぶりにカンナさんにメールする。田舎で元気にしているとの返信にカンナさんの美しい指がボタンを付ける動画がついていた。ボクはその指を何度も見ながらボタンをつけた。イノさん初の詩集出版イベントが開かれる。会場でボクがフォーカスしたのはカンナさんと美しい指。その指に結婚指輪を見つけ、ボクは逃げたくなった。カンナさんが久しぶり、と声をかけボタンつけをチェックする。「ママ、ボタンが取れちゃった」と泣き出す子供に「ママがつけてあげる」とソーイングキットを取り出しボタンつけするカンナさん。イノさんの詩の朗読。さらに遠くなったカンナさんの指、でもやっぱり美しかった。             |                  |                 |
| 第13話 | 南天             | 12月13日        |
| 秋、私は仕事の合間に釣り堀で気分転換。そこへ娘の友里が10年ぶりに現れる。友里は私が22才のときの子供だったが、友里が12歳の時離婚。別れた妻は再婚したが事故で亡くなっていた。告別式で初めて妻の再婚相手に会い、もう自分の娘ではないと距離をおいていた。友里は私に成人式にも卒業式にも来なかった、自分は娘ではないのかと問う。友里が生まれた時庭に植えた南天が26年友里そのものだった。友里は結婚すると言い、「島本泰次様」宛ての招待状を渡す。出席をためらう私に友里は義父の動画を見せる。それは結婚式に出てほしいというメッセージだった。結婚式当日、私は会場にギリギリ到着する。祝儀袋には毎日話しかけていた南天を添えた。 |                  |                 |
| 第14話 | 雪の降る街       | 12月14日        |
| 男が訪れた街にはしきりに雪が降っていた。男はあるクラブに入り「みどり」という名の女性を指名する。間もなくみどりが席につく。男はあてずっぽうだと言う。「みどり」は男にとって特別な名前だった。男は母の手一つで育てられた。3人兄弟を育て上げ、これから親孝行というときに母は事故で亡くなった。告別式で男は姉から母が夜の店で働いていたと打ち明けられる。母が店で名乗っていた名が「みどり」だった。以来、男は旅先で始めて入った店では「みどり」を指名している。いないときもあるが、いれば必ずボトルを入れる。帰りのタクシーが雪で中々来られない。この店の「みどり」が自分の車で駅まで送ってくれた。みどりは本名国枝由香里、男は白川邦隆と名乗り合う。駅に着くとみどりはさっき入れてくれたボトルとおつまみを渡す。後部座席にはチャイルドシートがあった。男はまた来るといってボトルを返す。「メリークリスマス」と挨拶して彼女の車が雪の中去っていった。                                                                                         |                  |                 |
| 第15話 | クリスマスの奇跡 | 12月15日        |
| クリスマスに奇跡は起こる。 彼は20歳の時献血した。彼女は8歳で交通事故にあい輸血した。17年前、赤血球が奇跡の出会いをした。その2人が電車で隣あって座っているが本人たちは知るよしもない。2人は老婆と子供に席を譲る。「素敵な人だ！」と彼は思う。彼女は心温かくドキドキしていた。男=ボクはスポーツメーカーで義肢装具の開発をしている。恋人はいない。週末はクリスマス。母親から電話。「クリスマスには帰ってくるの？」その時電車の彼女が思い浮かんだ。この日は義肢メーカーの大学後輩と打ち合わせ。プールではパラスポーツ選手が練習していた。「クリスマスには奇跡が起きるって知ってる？」ロマンチストですね、と後輩は笑う。後輩はプールで泳ぐ個人メドレー女子選手のことを話し出す。8歳のとき交通事故で右足を失ったが、メーカーで義足モデルも務めているという。その顔は電車の彼女だった。「奇跡だ！」「彼女も同じ大学ですよ！」「それも奇跡だ！」200メートルを泳ぎきった彼女に彼は手を差しのべる。「クリスマスがボクに奇跡をプレゼントしてくれた」 |                  |                 |

## 特別番組
1987年夏頃に1度放送されている。わたせせいぞう本人や音楽担当の松岡直也がゲスト出演していた。

## OVA版
- ハートカクテル・アゲイン

『ハートカクテル・アゲイン』(Heart Cocktail Again)は、わたせせいぞうの作品を原作としたフルデジタルOVA作品。2003年10月22日に発売された。「ハートカクテル」生誕20周年記念作品。

### サブタイトル
1. プロローグ〜赤いヴェスピーノ
2. にんじんでブルースが吹けた日々
3. His Dog's Voice
4. KenとMarryのラブソング
5. デイドリームはさかさま国
6. すまして・笑って・そして泣いた
7. カレの聞いていたもの
8. 2秒で通過した駅〜エピローグ
9. 恋の連鎖（DVD特別編）

### 声の出演
- 青年：奥田民義(日本語版:1話,6話,8話)、山寺宏一(日本語版:プロローグ,2話～5話,7話,エピローグ)、ジョン・カビラ(英語版：全話)
- 彼女：島本須美(日本語版:1話,6話,8話)、田中敦子(日本語版:プロローグ,2話～5話,7話,エピローグ)、リサ・ステッグマイヤー(英語版：全話)
- その他の出演(日本語版)：上田祐司、今井由香、小山武宏、津川悟、保村真
- その他の出演(英語版)：ビル・サリバン、ビアンカ・アレン、デニス・フォルト、ジョー・ザンギ、バリー・ジャーディー

### スタッフ
- 監督： 西久保瑞穂、古川順康
- 原作： わたせせいぞう
- 脚本： 金巻兼一
- 美術： 木下和宏、杉山理絵
- 音楽： 松岡直也(プロローグ,6話,7話,エピローグ)、大坪稔明(2話,4話)、国府弘子(1話,8話)、赤木りえ(3話,5話,DVD特別編)
- 音響監督： 若林和弘
- 作画： 熊谷哲矢、荒川眞嗣、波風立流、丹沢学

### サウンドトラック
- ハートカクテル・アゲイン サウンドトラック （2003/10/22(初回(レーベル：キキ)) 2008/7/18(リイシュー(レーベル：Victor)) ）

## ドラマ版
テレビアニメ版と同様、日本テレビ系列で1話完結のものが2本放映された。主演は三上博史（広之）と鈴木保奈美（美沙子）で、内容はアニメ版で見られるストーリー展開をなぞらえてはいたがオリジナルであった。後にバップよりVHSソフトが発売。
1. ノックをしなかったサンタクロース(1987年12月24日放送、脚本・演出：松村あゆみ、音楽：三枝成章)(1988年12月10日発売、1992年12月1日再販。)
2. 人魚が溜息をついたテーブル(1988年12月17日放送、脚本：松村あゆみ・柏原寛司、演出：松村あゆみ、音楽：島健)(1989年1月1日発売、1992年12月1日再販。)

## 著名人のファン
島田紳助
本作からのわたせのファンであり、紳助がストーリーを書き下ろした単行本「南の島」（原作：島田紳助、漫画：わたせたいぞう）が2010年7月23日に講談社から発売された。
中井貴一
本作を読むために掲載誌である『モーニング』を購入していたといい、わたせの作品を好きだったという。わたせは2014年6月4日にリリースした小泉今日子＆中井貴一のシングル「T字路」のジャケットイラストを手掛け、鎌倉にある踏切で電車の通過を待つ小泉と中井のイラストを描いた。
亀梨和也（KAT-TUN）
本作のファンである。そのため、亀梨が熱望したことにより、2022年6月13日と20日に放送された『SWITCHインタビュー 達人達』（NHK Eテレ）では、作者のわたせとの対談が行われた。この対談が切っ掛けで『ハートカクテル カラフル』が誕生し、亀梨は声優として同作品に出演している（前述）。
北村一輝
本作のファンである。本作が2024年9月7日放送の『新美の巨人たち』に登場の際には、アートトラベラーとして出演。